# Kerk van Østerlars
De Kerk van Østerlars (Deens: Østerlars Kirke) is een in romaanse stijl gebouwde ronde kerk in Østerlars op het Deense eiland Bornholm. Verder is het een veldsteenkerk.
Het is de grootste van de vier ronde kerken op Bornholm. De andere kerken zijn de kerk van Nylars, de Sint-Olafkerk te Olsker en de Nieuwe Kerk van Nyker. Oorspronkelijk werd de kerk gewijd aan de heilige Laurentius (Deens: sanct Lars). Om de kerk te onderscheiden van de Kerk van Nylars werd rond 1600 het woord Øster voor de naam geplaatst. Elk jaar bezoeken circa 120.000 mensen het bijzondere kerkgebouw.

## Geschiedenis
Aangenomen wordt dat de als weerkerk gebouwde kerk rond 1150 werd gebouwd. Een exacte datering is niet bekend. Vanwege de geografische ligging van het eiland Bornholm had de plaatselijke bevolking veel te duchten van roofzuchtige aanvallen vanaf zee, met name van de West-Slavische Wenden, die tegen de Denen en Duitsers vochten om de heerschappij in het zuidelijke Oostzeegebied.
De kerk heeft vanaf de buitenmuren gerekend een diameter van 16 meter en wordt door een versterkte buitenmuur omsloten. Het muurwerk is 2,15 meter dik en bestaat van binnen en buiten uit graniet opgevuld met kiezels en aarde. Het interieur heeft een diameter van 13,2 meter. In het midden van de kerk staat een ronde open pijler (de centrale pijler van de andere ronde kerken op Bornholm zijn aanmerkelijk minder groot en gesloten).
Het bouwwerk bestaat uit drie verdiepingen. De onderste verdieping betreft de kerkruimte. Beide bovenverdiepingen zijn slechts via een nauwe, goed te verdedigen opgang te bereiken. De tweede verdieping diende als schuilplek voor de bevolking en in vredestijd als opslagplaats voor boeren. De derde verdieping was voor de verdediging tegen aanvallers uitgerust en heeft een rondlopende verdedigingsgang met daarboven nog twee platformen.
Het karakteristieke kegeldak werd pas in de late middeleeuwen gebouwd. De steunberen, die na de bouw van het kegeldak het gebouw moesten stabiliseren, werden toen eveneens toegevoegd. Voor het eerst werden ze uitgebeeld in een atlas uit 1675 van de Deense historicus Peder Hansen Resen.
Op het kerkhof, ongeveer 20 meter ten westen van de kerk, staat de klokkentoren. Ook de klokkentoren had een taak in de verdediging van het terrein.
Sonarmetingen bevestigen de aanwezigheid van een 12,5 meter lange en 2 meter hoge ruimte onder de kerk. De kerkenraad verbiedt echter tot op de dag van vandaag verder onderzoek. Speculaties beweren dat hier een verloren schat van de tempeliers ligt.

## Interieur
De kansel vertegenwoordigt de renaissance en werd in 1595 gemaakt. Het orgel werd gebouwd door Marcussen & Søn uit Åbenrå. Het altaar dateert uit de renaissance, maar de beide panelen in het altaar zijn van recente datum en werden geschilderd door Paul Hom.

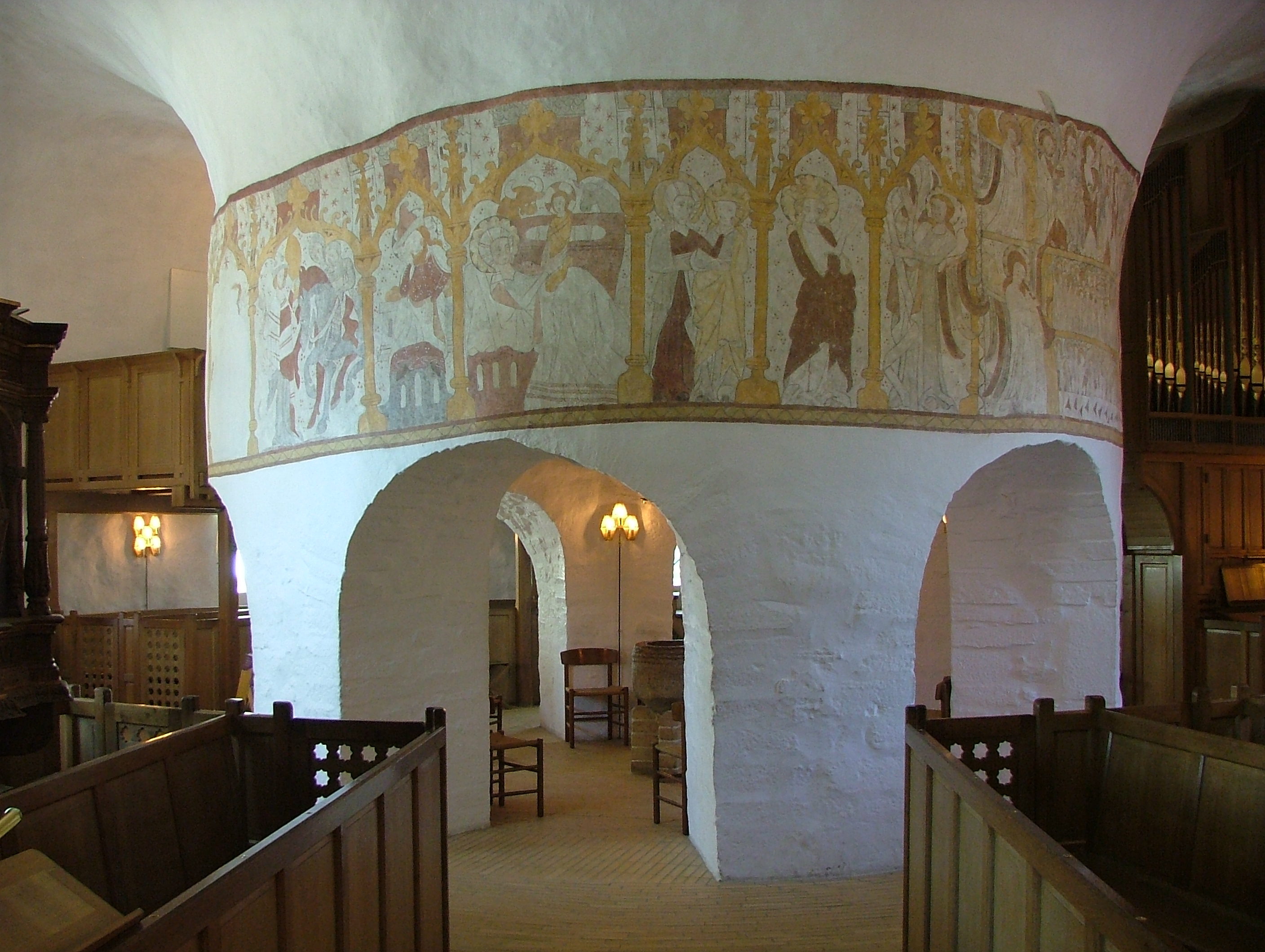
Middenpijler met fresco's
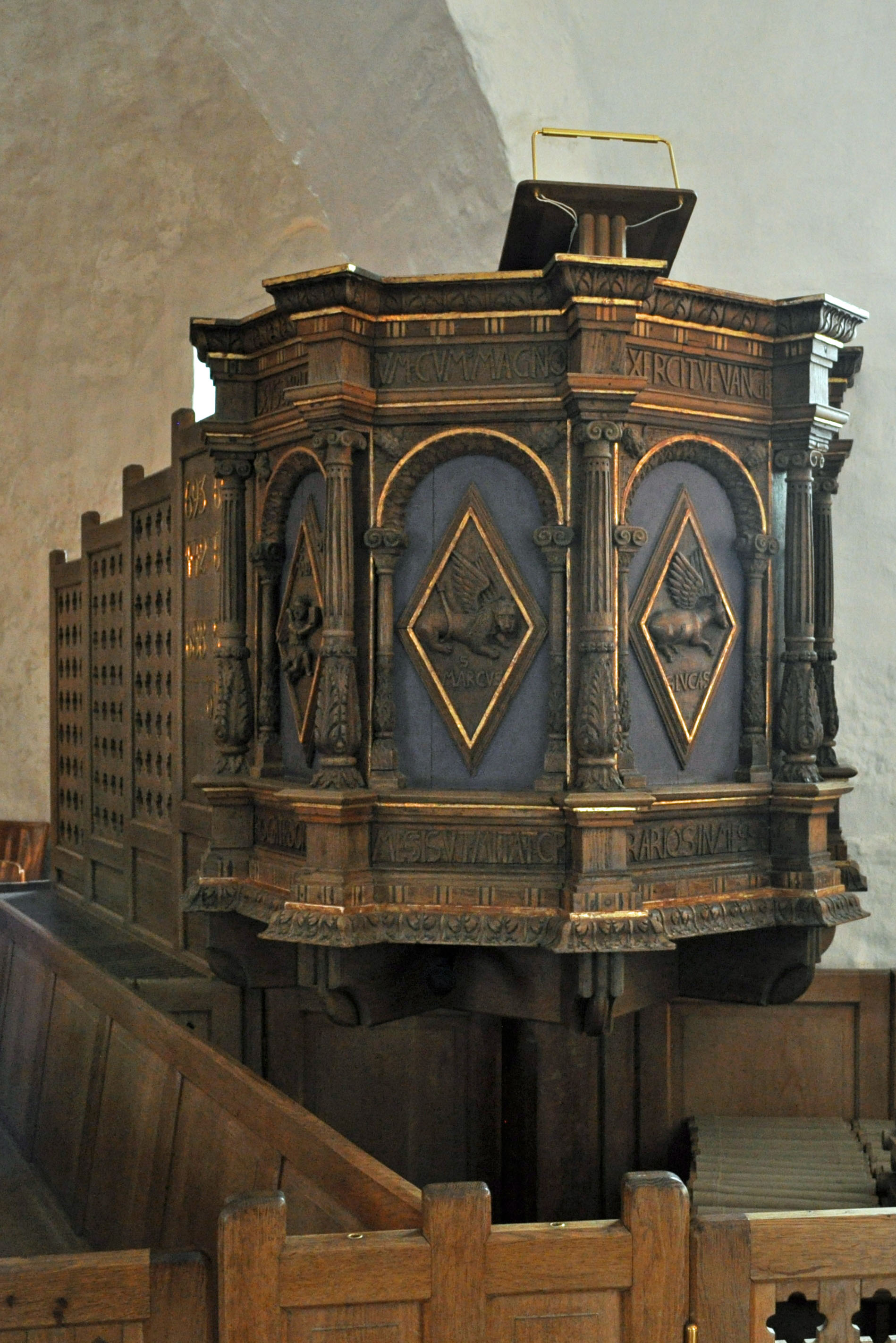
Kansel
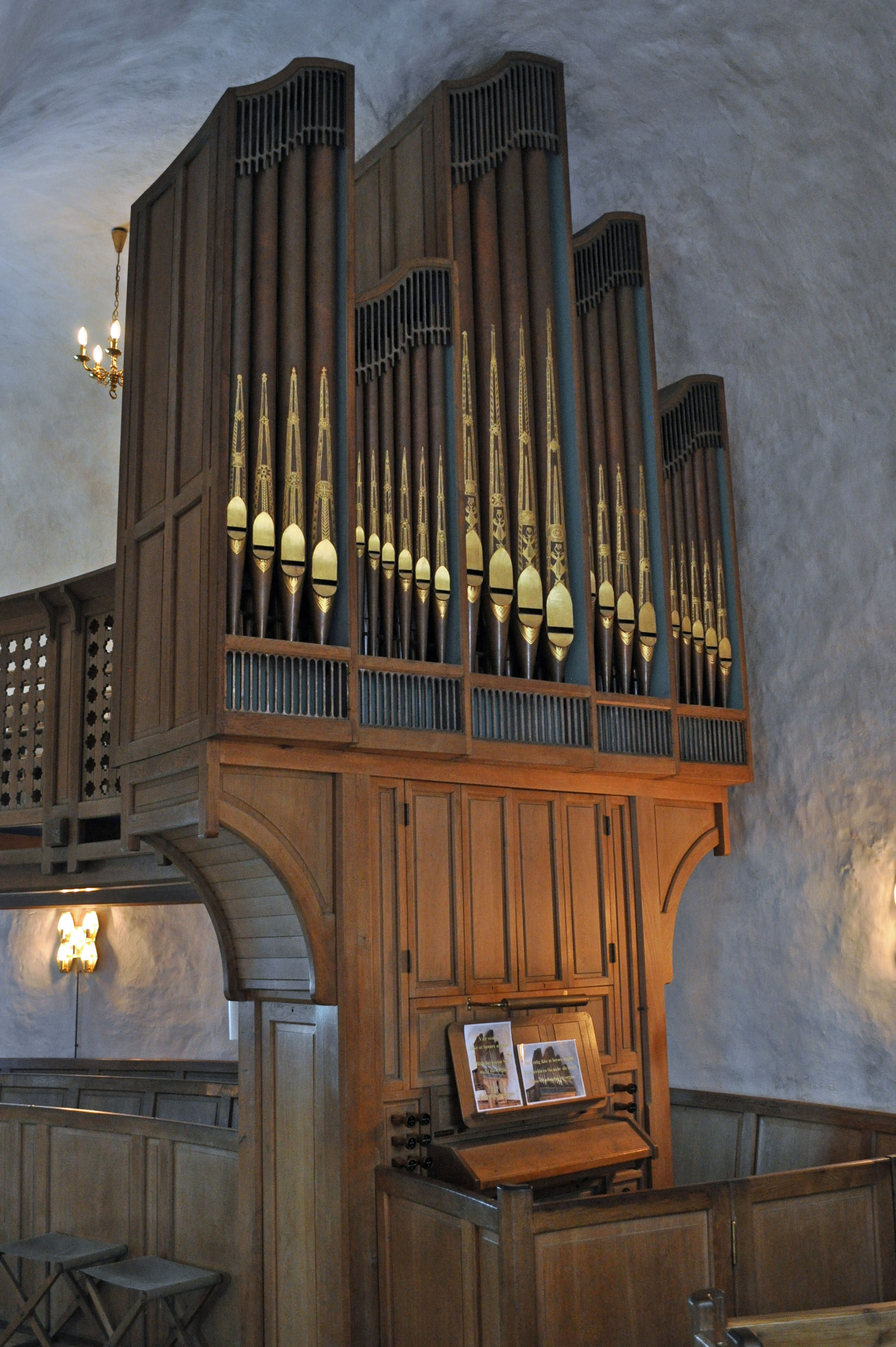
Orgel

## Fresco's
Aan de middenpijler van de ronde kerkruimte bevinden zich muurschilderingen die in 1882 werden ontdekt en in 1889 door Jacob Kornerup gerestaureerd werden. De muurschilderingen zijn ergens rond 1350 aangebracht. Het geschilderde fries toont scènes uit het leven van Christus, de Verkondiging aan Maria en een voorstelling van de Jongste Dag met Christus in een mandorla. Links van Hem zijn de geredde zielen te zien en rechts de verlorenen die door gehoornde duivels in de kaken van de hel worden gedreven.

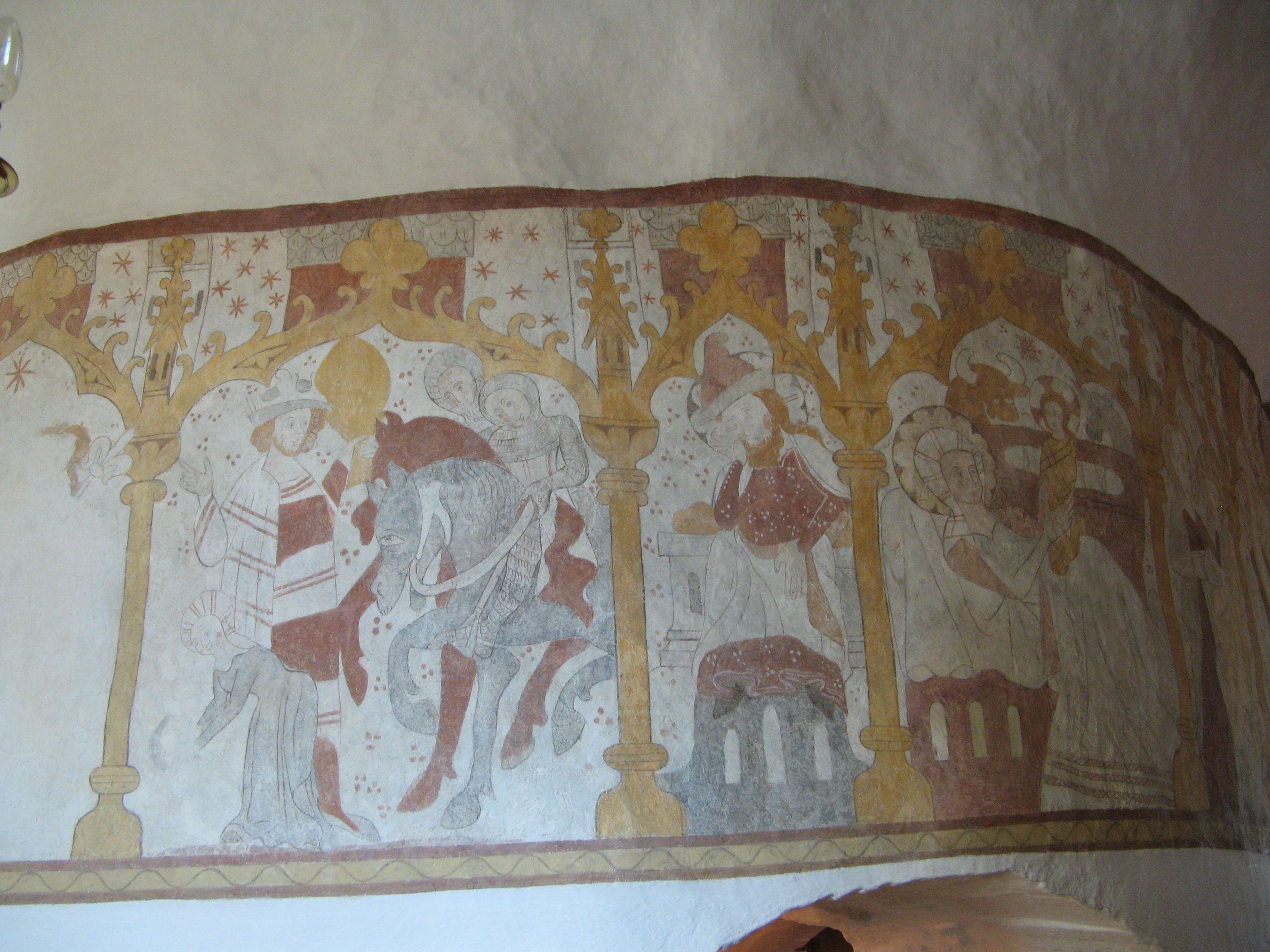
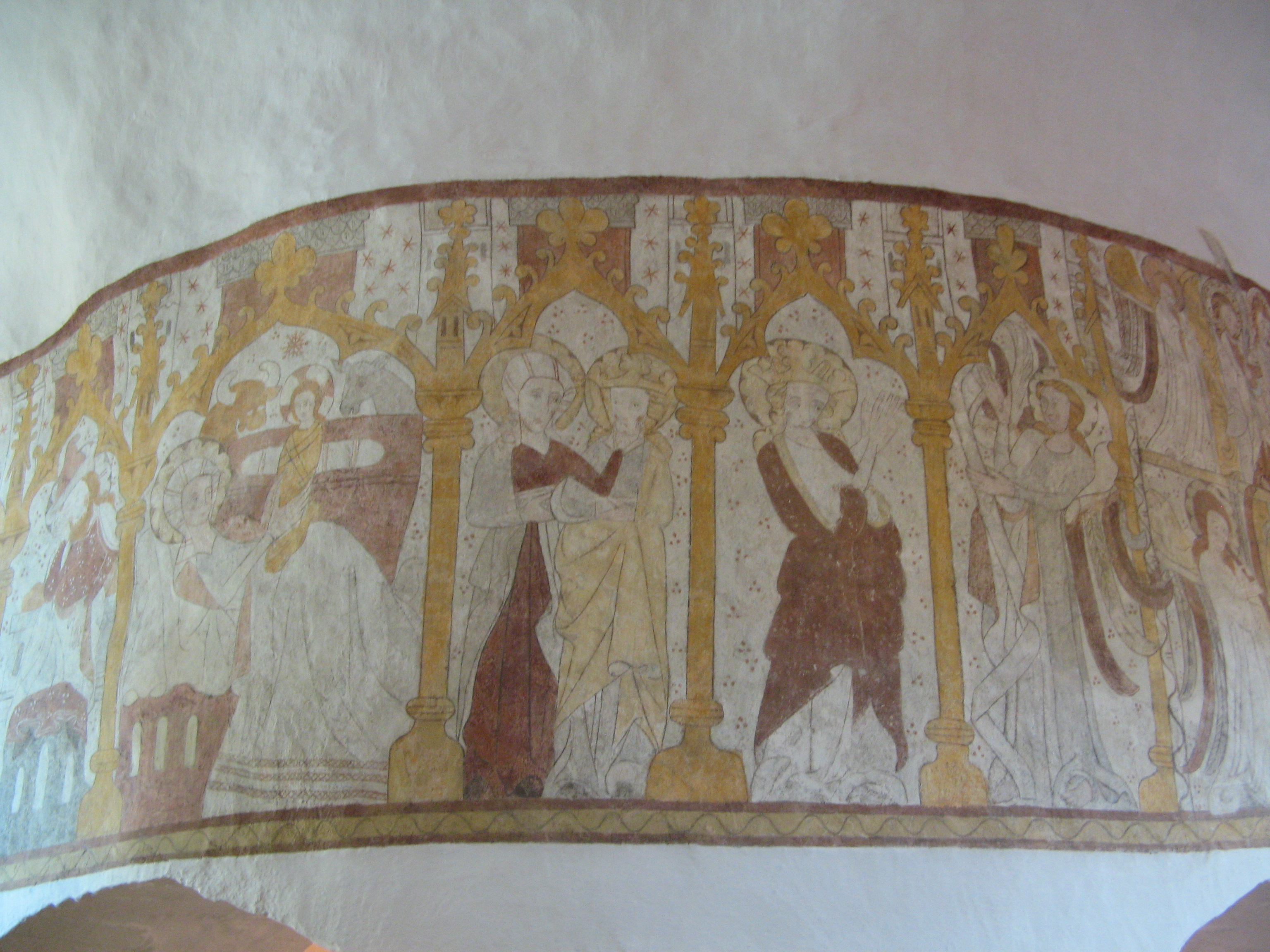
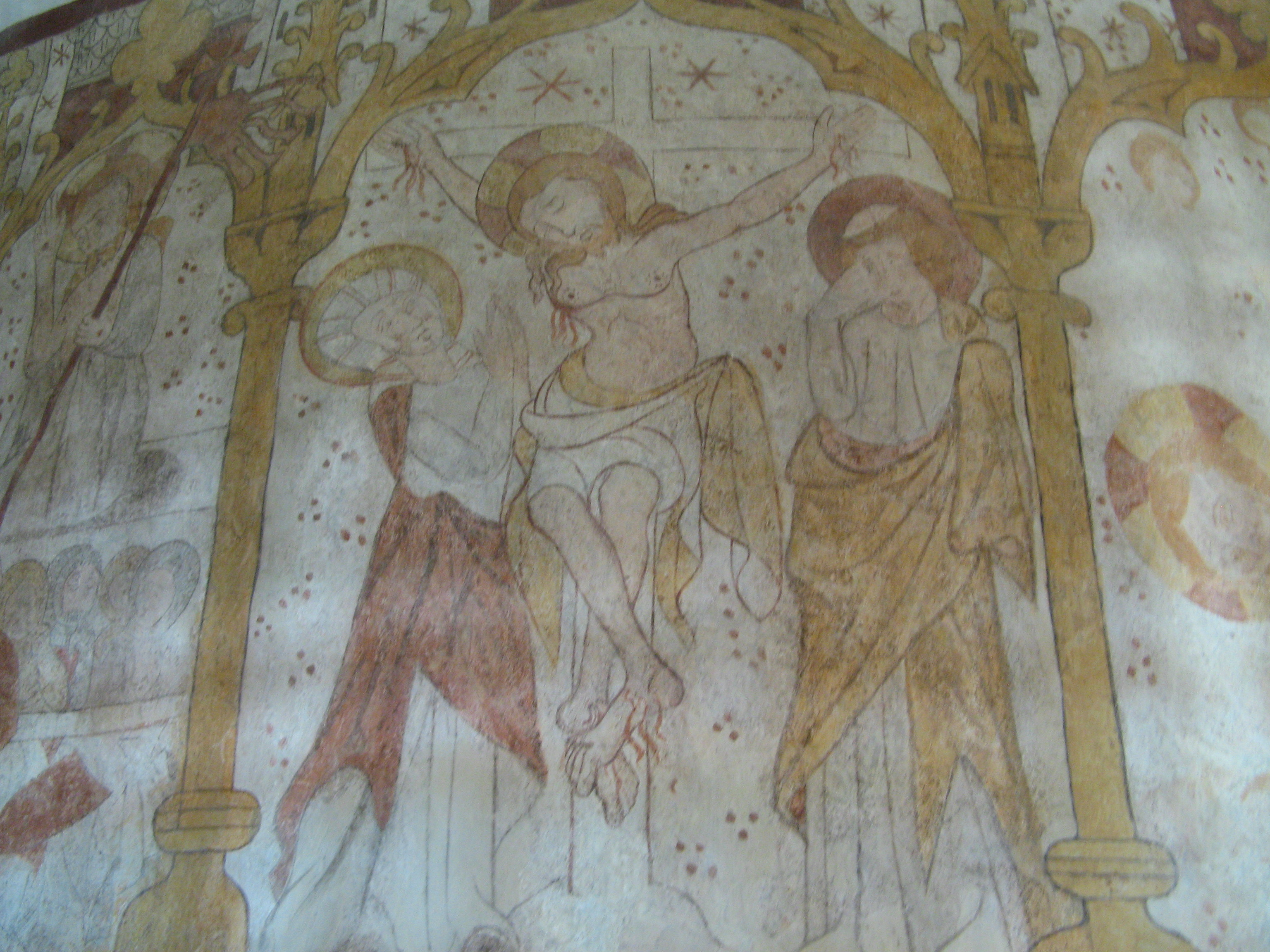
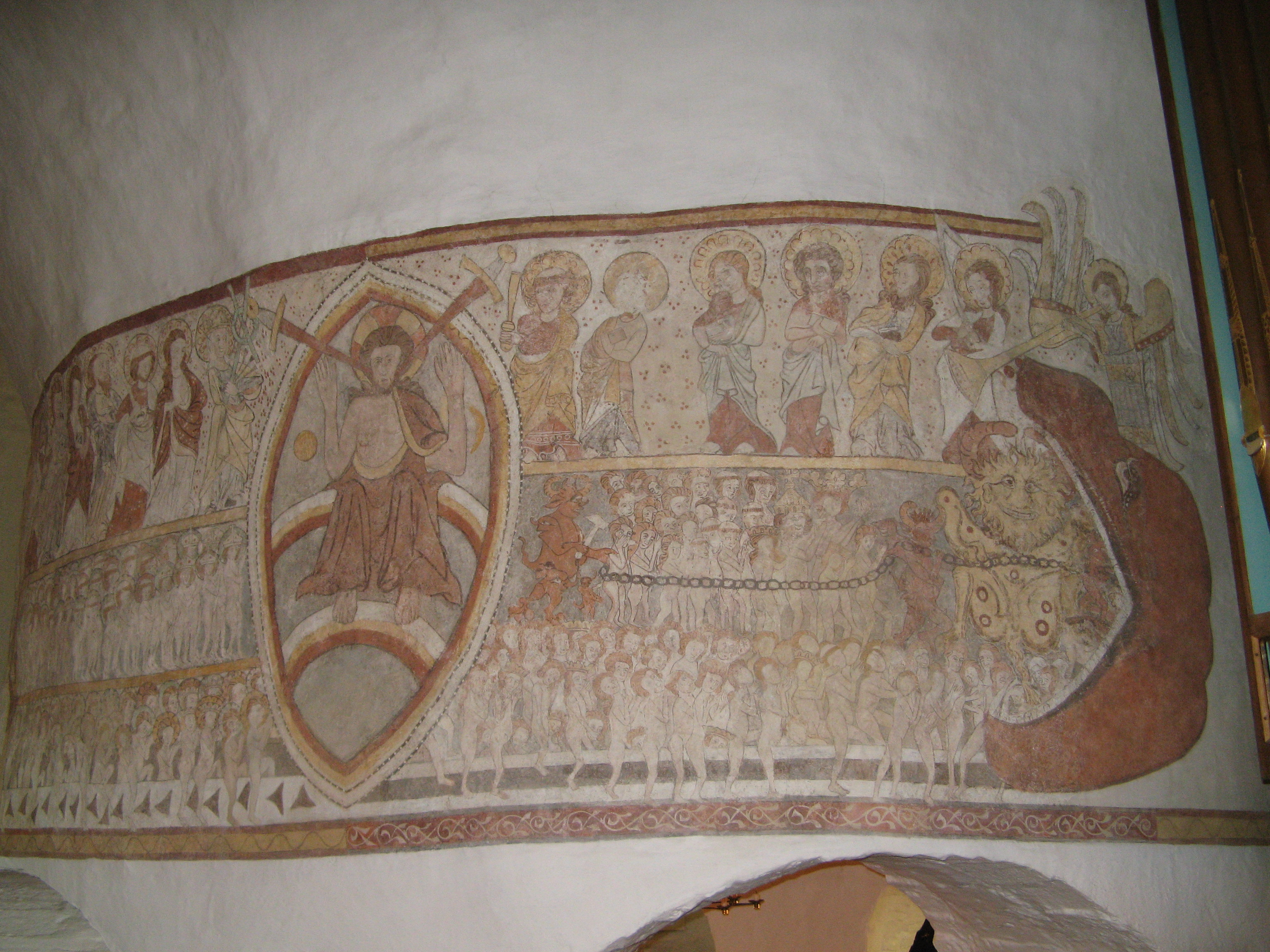

## Bovenverdiepingen
De ringmuur van de binnenruimte op de tweede verdieping moet oorspronkelijk de buitenmuur van de weerkerk geweest zijn, waaromheen een open weergang liep. De balken over de binnenruimte droegen vermoedelijk een vlak dak, dat als uitzichtpost gebruikt werd. De openingen in de binnenmuur waren waarschijnlijk lichtopeningen of schietgaten. De gaten in de vloer van de buitenste weergang dienden voor de waterafvoer.

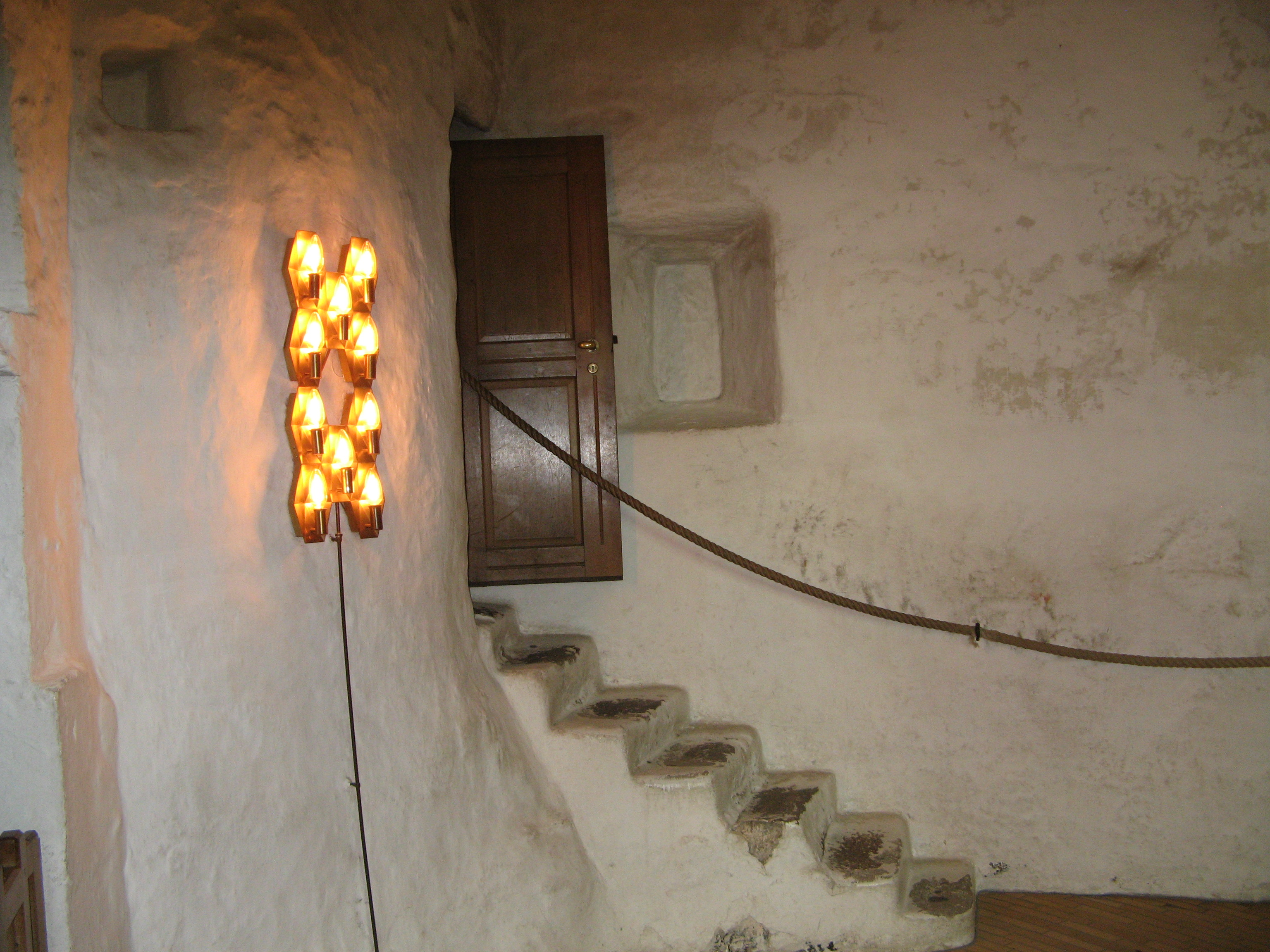
Deur naar de bovenverdiepingen
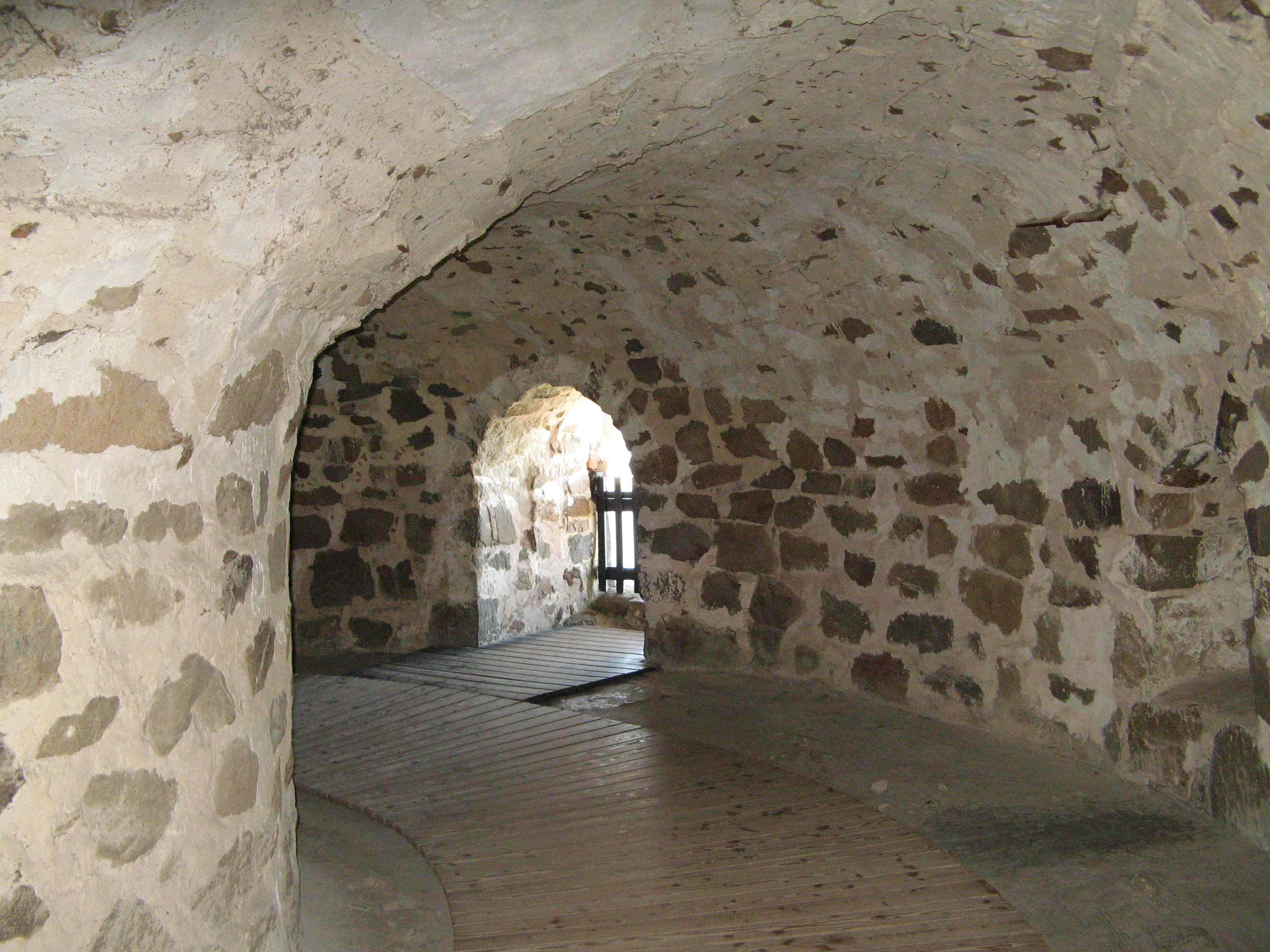
1e verdieping
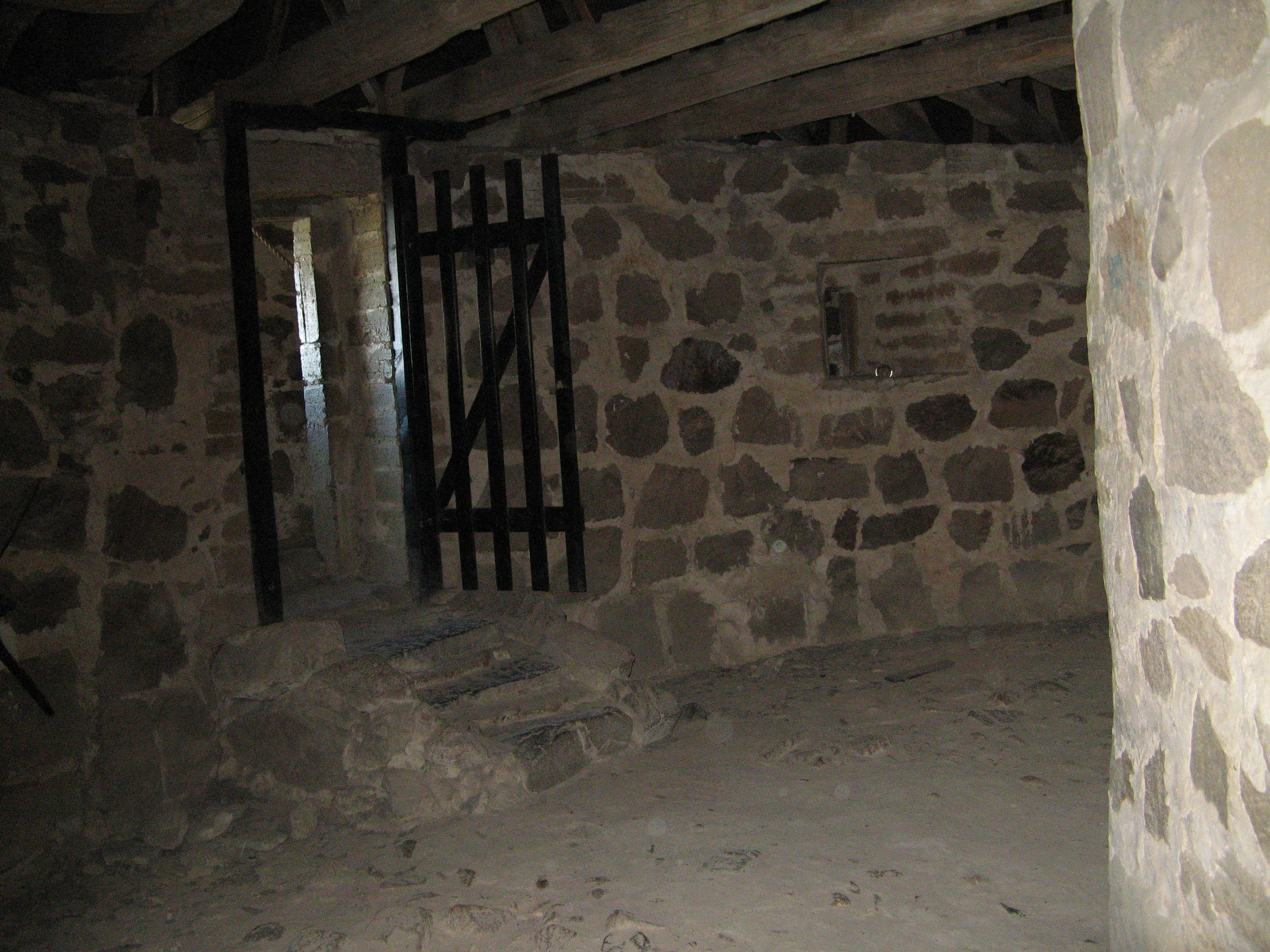
2e verdieping
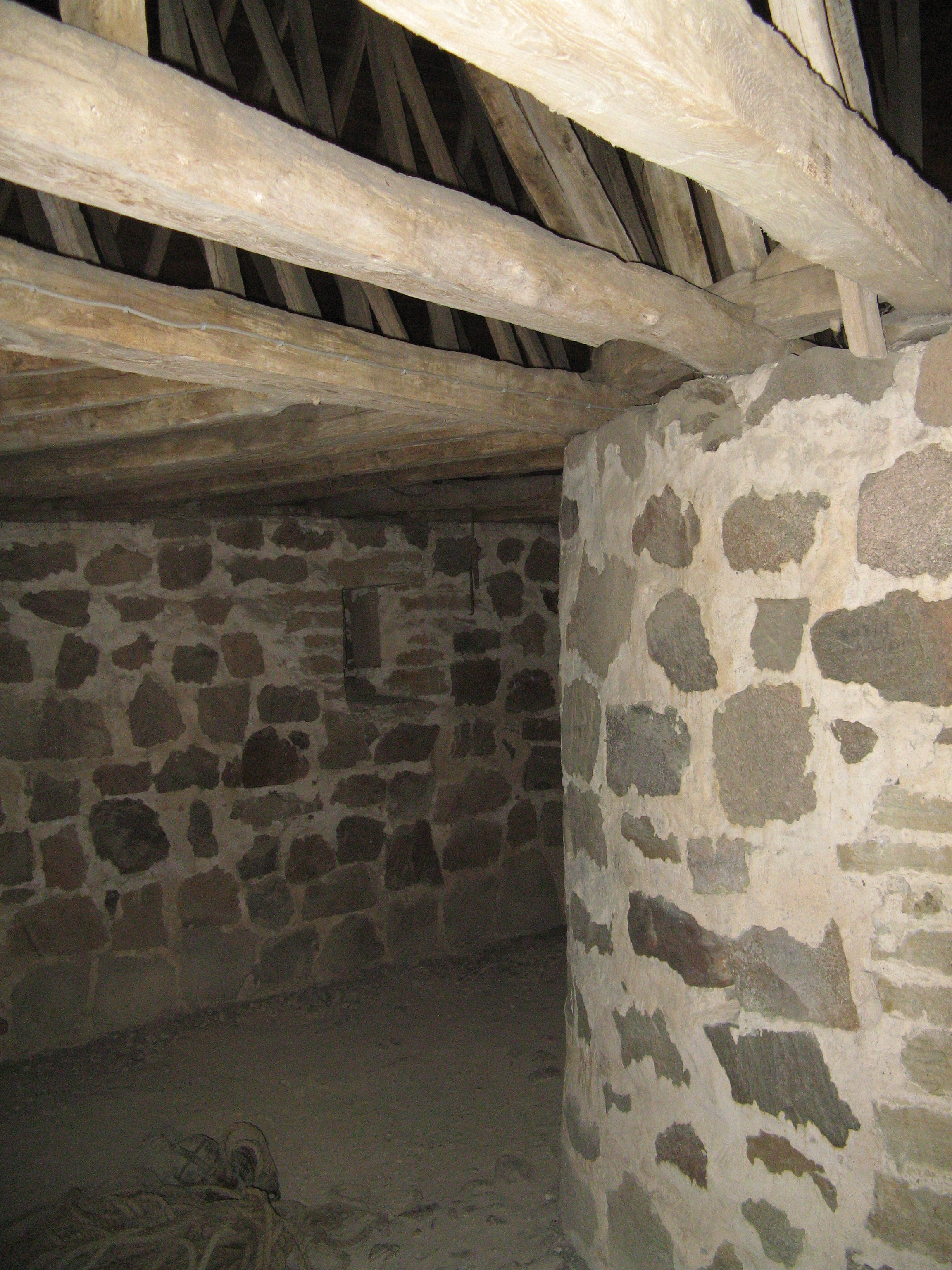
2e verdieping, voormalige buitenste weergang
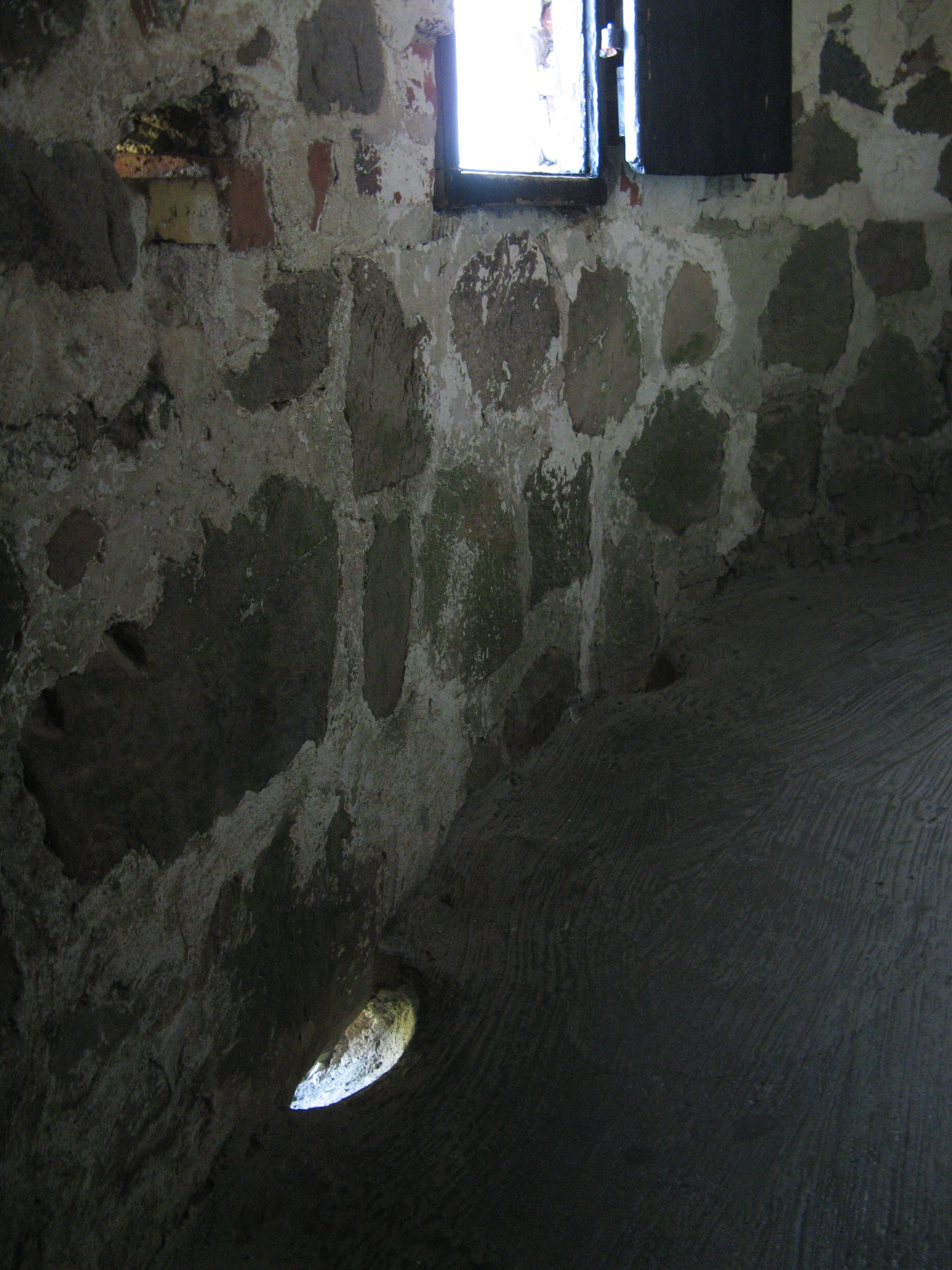
2e verdieping, buitenste weergang en waterafvoeropening
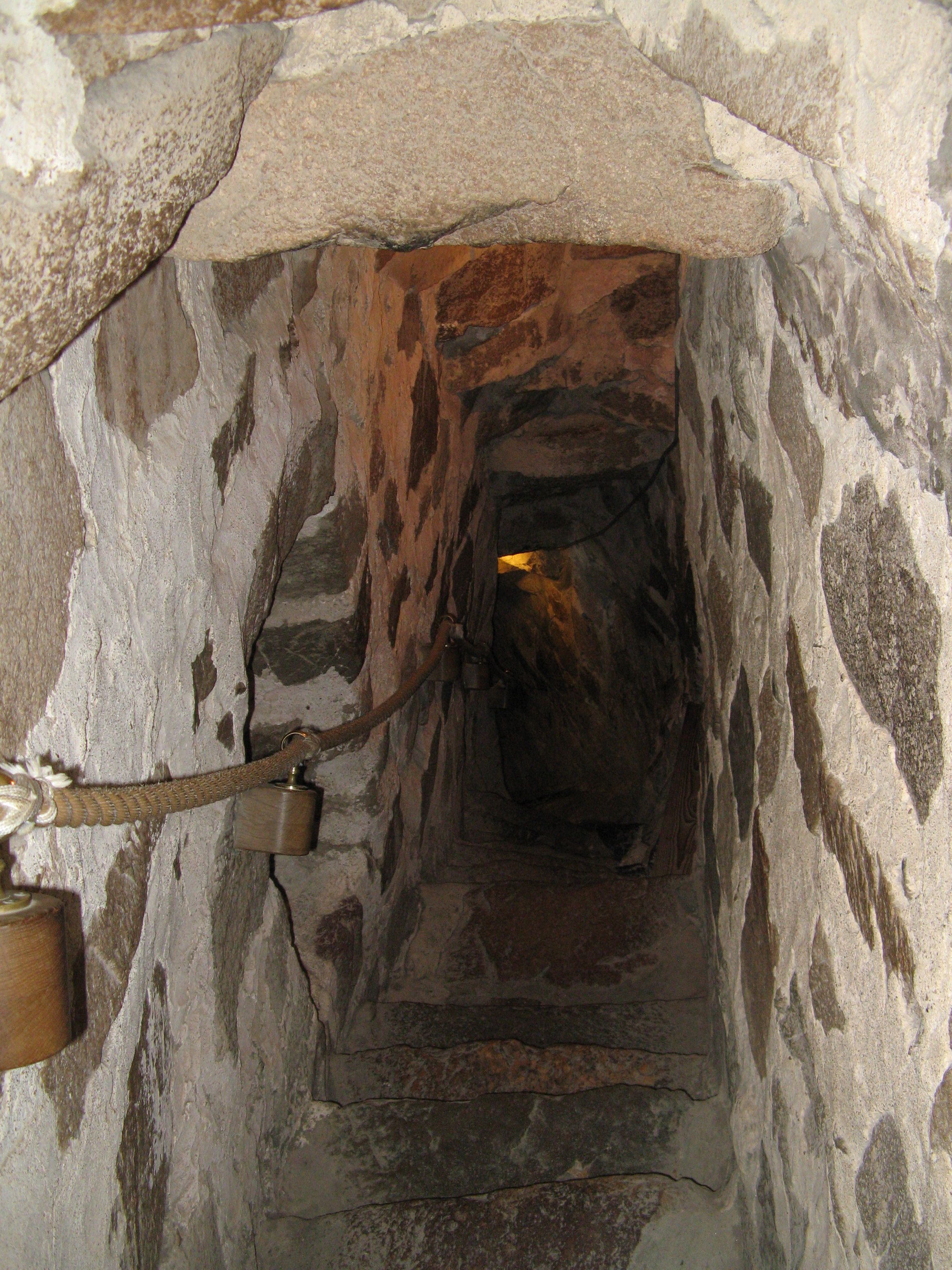
trap tussen de 2e en 3e verdieping